# Малоинвазивные процедуры
Малоинвазивными процедурами (англ. minimally invasive procedure — минимально вторгающаяся процедура) называются любые процедуры (хирургические и не только), которые обеспечивают меньшее вмешательство в организм, чем применяемые для той же цели открытые операции. Малоинвазивная процедура, как правило, подразумевает использование эндоскопических инструментов и дистанционное управление инструментами при непрямом наблюдении хирургического поля через эндоскоп или другой подобный прибор; доступ при таких операциях осуществляются через кожу, через полость тела, через анатомическое отверстие. Таким образом можно сократить время пребывания пациента в больнице или проводить лечение амбулаторно. Однако безопасность и эффективность каждой процедуры необходимо подтвердить посредством контролируемых испытаний.
Термин «малоинвазивные процедуры» был введён в 1984 году Дж. Уикхэмом, написавшим об этом в 1987 году. Малоинвазивная процедура отличается от неинвазивной процедуры, пример: использование внешних изображений органов вместо диагностической хирургической операции. Если существует минимальное повреждение биологических тканей в точке проникновения инструмента (или инструментов), то такая процедура называется малоинвазивной.

## Техника минимального разреза
Техника минимального разреза — это особая хирургическая техника, используемая некоторыми врачами для удаления различных образований и новообразований, позволяющая минимизировать размер рубца и сократить время выздоровления. В большинстве своём для получения доступа к образованию или для его удаления хирурги делают разрез на 3/4 от общей длины такого образования. При использовании техники минимального разреза его длина, как правило, сокращается до 1/10 размера образования, и хирург аккуратно иссекает образование через этот небольшой разрез. После маленького разреза остаётся и маленький шрам, а также сокращается время выздоровления пациента. Такая техника очень эффективна для удаления кист и липом. Это особенно актуально для пациентов, у которых подобные образования возникают на косметически или функционально важных участках тела — например, на лице.

## Конкретные процедуры

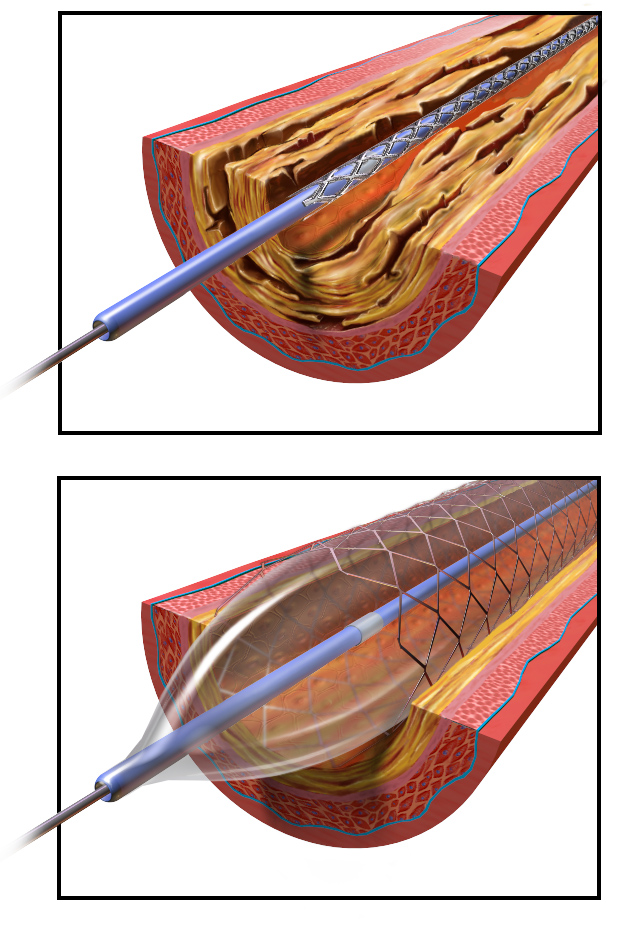
Ангиопластика

К малоинвазивным относятся, в частности, следующие медицинские процедуры: подкожная инъекция, инъекция под давлением воздуха, введение подкожных имплантатов, эндоскопия, подкожная хирургия, лапароскопическая хирургия (лапароскопическая холецистэктомия, нефропексия), артроскопическая хирургия, криохирургия, микрохирургия, эндоваскулярная хирургия (в частности, ангиопластика), коронарография, постоянные электроды спинного и головного мозга, стереотаксическая хирургия, операция по Нассу, медицинская визуализация с использованием радиоактивных элементов, например, гамма-камера, позитронно-эмиссионная томография и однофотонная эмиссионная компьютерная томография. К смежным процедурам относятся хирургия на основе изображения, роботизированная хирургия и рентген-хирургические методы исследования.

## Преимущества
Малоинвазивная хирургия менее травматична для пациента, чем аналогичная инвазивная процедура. Она может быть как более, так и менее дорогостоящей. Время операции при этом увеличивается, однако время госпитализации сокращается. Эти методы менее болезненны и оставляют меньшие рубцы, при этом ускоряя время выздоровления и сокращая вероятность возникновения послеоперационных осложнений, например развитие спаечного процесса. Был проведён ряд сравнительных исследований в области кардиохирургии. Однако малоинвазивные методы используются не только в малой хирургии, ограничивающейся местной анестезией. На самом деле большинство таких процедур всё ещё требует общей анестезии.

## Риски
Малоинвазивные операции не являются абсолютно безопасными, а некоторые из них могут вызвать осложнения — от инфекционных болезней до смерти. Следует упомянуть, в частности, следующие риски и осложнения:
- Реакция на анестезию или лекарственные препараты
- Кровотечение
- Инфекция
- Повреждение внутренних органов
- Повреждение кровеносных сосудов
- Смерть

Все эти риски также присутствуют в открытой (инвазивной) хирургии.
Возможно увеличение риска развития в брюшной полости травмы в результате продолжительного воздействия холодных сухих газов в процессе инсуффляции в брюшную полость. Такой риск можно сократить за счет использования подогретого CO2 с повышенным содержанием влаги.

## Распространение
Перечисленные преимущества подталкивают хирургов к всё более широкому использованию малоинвазивной хирургии. Многие операции, например удаление желчного пузыря, могут успешно осуществляться при помощи малоинвазивных методов. Другие — в частности, эндартерэктомия, при выполнении малоинвазивным способом, наоборот, согласно некоторым исследованиям, повышает риск развития инсульта в послеоперационном периоде. Первая успешная малоинвазивная операция по лечению аневризма аорты была осуществлена доктором Майклом Л. Марином в больнице Маунт-Синай в Нью-Йорке.
«Лапароскопическая хирургия существует уже давно. Мы используем лапароскопический доступ для удаления червеобразного отростка, удаления желчного пузыря и кист яичников. Однако, лапароскопический доступ мало применяется при удалении матки».

## Оборудование

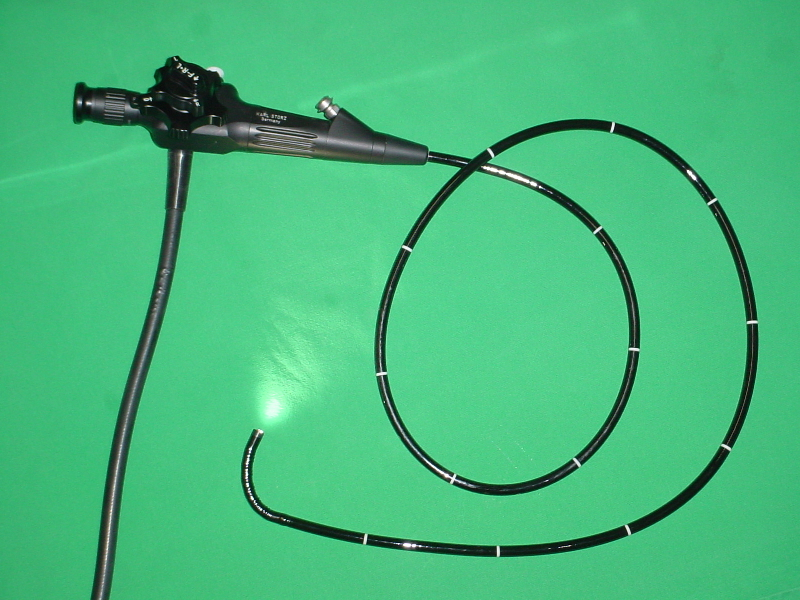
Гибкий эндоскоп

Используется специальное медицинское оборудование, такое как оптоволоконные кабели, миниатюрные видеокамеры и специальные хирургические инструменты, манипуляции с которыми осуществляются через, вставленные в тело пациента через небольшие отверстия. Изображения внутренних органов передаются на внешний видео-монитор, и хирург может поставить диагноз на основании полученного изображения и осуществить необходимую операцию. В последнее время малоинвазивные процедуры всё чаще проводятся в гибридных операционных.

## Примечание
1. ↑  Wickham J.E.A., The new surgery, Br Med J 29, 1987, pp. 1581—1582.

Яргин С.В. Минимально инвазивная стоматология: история, теория и перспективы. Сибирский научный медицинский журнал. 2023;43(5):14–24. https://elibrary.ru/item.asp?id=54731117